# Zakros
Zakros (en griego: Ζάκρος; en Lineal B 𐀼𐀒𐀫/zakoro) o Kato Zakros es un sitio arqueológico que se encuentra en la costa este de la isla de Creta, en Grecia. Se cree que pudo haber sido uno de los cuatro centros administrativos principales de la civilización minoica. Su protegido puerto y la localización le proporcionan un lugar estratégico muy importante para el comercio al este. En 2025 fue nombrado Patrimonio de la Humanidad por la UNESCO, junto a otros lugares de la cultura minoica.

## Ubicación
En el este de Creta, dentro del municipio de Sitía y de la unidad municipal de Itano, se encuentran dos pueblos con el nombre de Zakros: Ano Zakros (o Epano Zakros, Zakros Alta), situado a varios kilómetros de la costa, y Kato Zakros (o Zakros Baja), situado en la costa. Los restos del palacio de Zakros se encuentran en las proximidades de este último lugar. Entre ambos pueblos se halla la garganta o cañón de Zakros, también conocida como Garganta de la Muerte, donde también se han hallado restos del periodo minoico. 

## Restos arqueológicos

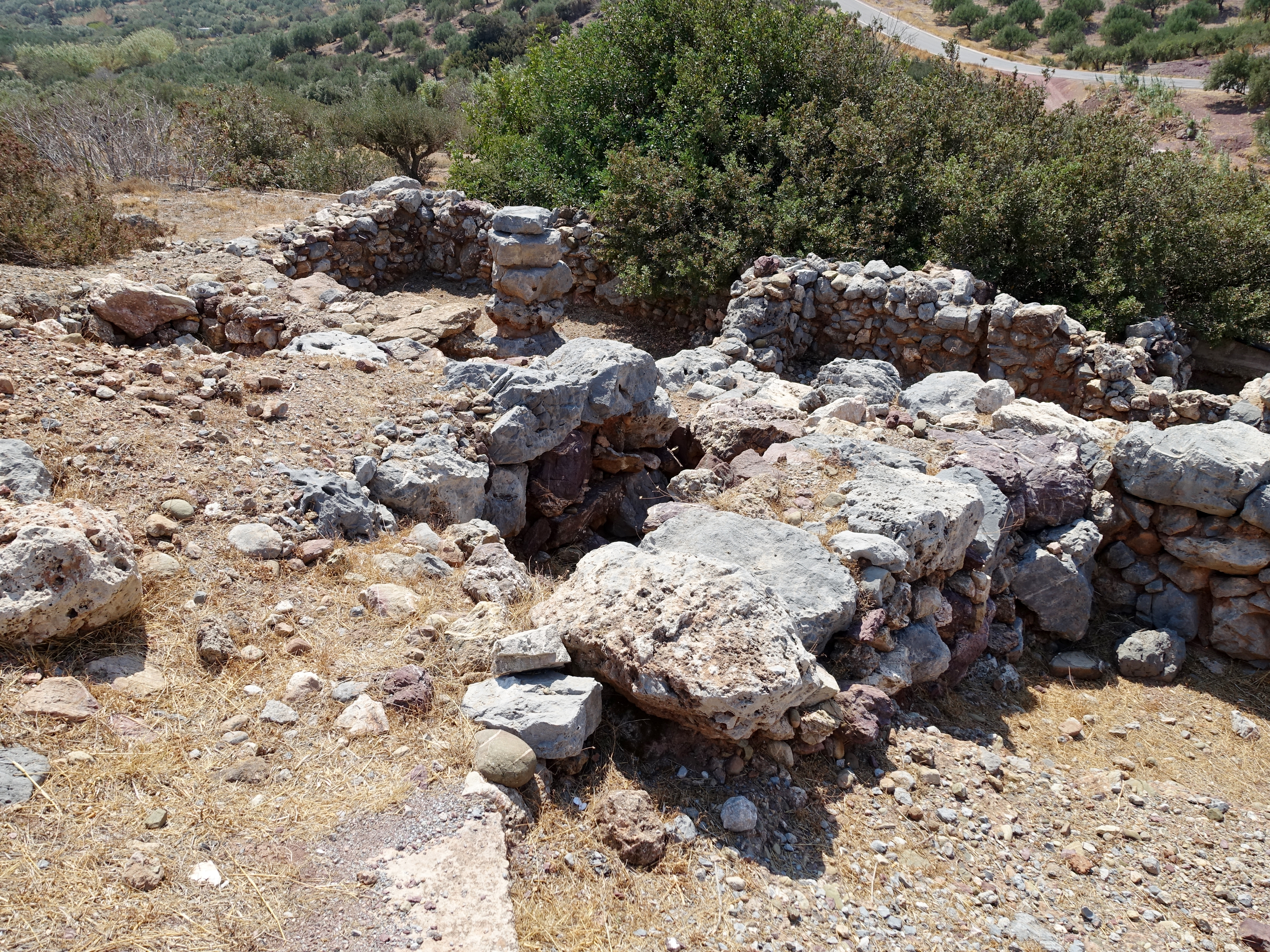
Restos de la villa minoica de Epano Zakros.

El palacio de Zakros fue construido originalmente alrededor del 1900 a. C., reconstruido alrededor 1600 a. C. y fue destruido alrededor 1450 a. C. junto con los otros centros principales de la civilización de minoica. En la actualidad es un sitio muy visitado por los turistas.
Fue el arqueólogo griego Nikolaos Platón, en 1961, quien descubrió por completo esta ciudad minoica; anteriormente también habían estado excavando en las proximidades arqueólogos ingleses como el afamado arqueólogo Evans pero este no encontró nada. La estructura es muy parecida a la de los otros palacios minoicos: patio central rodeado por los edificios que acogían las habitaciones privadas y los almacenes. La entrada principal se sitúa en el ala este, reservada para los aposentos reales y estaba conectada al puerto. El ala oeste estaba ocupada por los edificios religiosos, en el ala norte los almacenes y en la zona sur los artesanos. 
Entre los restos encontrados en el palacio destacan además numerosas pinturas al fresco donde a menudo se representan mujeres de fina cintura, grandes pechos y exagerado escote similares a otras pinturas y esculturas hallados en el palacio de Cnosos. Se supone, por los hallazgos en las excavaciones, que cuando se derrumbaron los edificios debido a un incendio, muchos objetos quedaron enterrados y no ha sido hasta la llegada de los arqueólogos helenos cuando se han encontrado. También se han encontrado más de cincuenta vasos de piedra tallados. A todo esto hay que sumar una gran cantidad de tablillas con inscripciones en lineal A y es importante reseñar que no se ha encontrado ningún texto en lineal B.
Por la situación de Zakros y los restos hallados, se demuestra que era un importante centro en el comercio con el Asia Menor y Egipto.
La villa minoica de Zakros es un edificio que se ha excavado en las proximidades de Ano Zakro que tenía al menos tres niveles o terrazas y posiblemente habitaciones superiores decoradas con frescos. Tenía una prensa de vino y almacenes. En ella se encontraron varias pithoi, una de las cuales contenía una inscripción en lineal A.

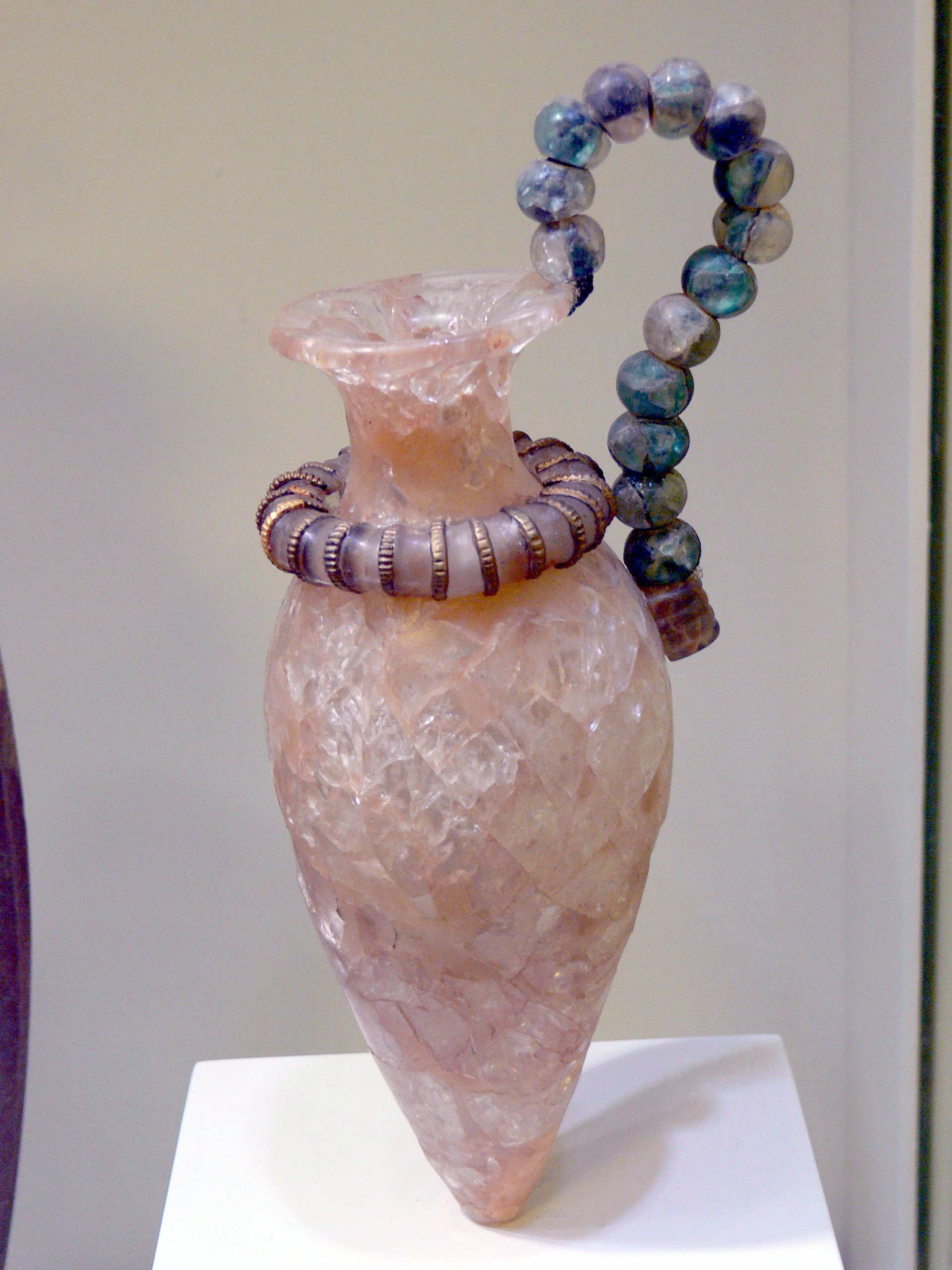
Pequeño rhyton de cristal encontrado en Zakros
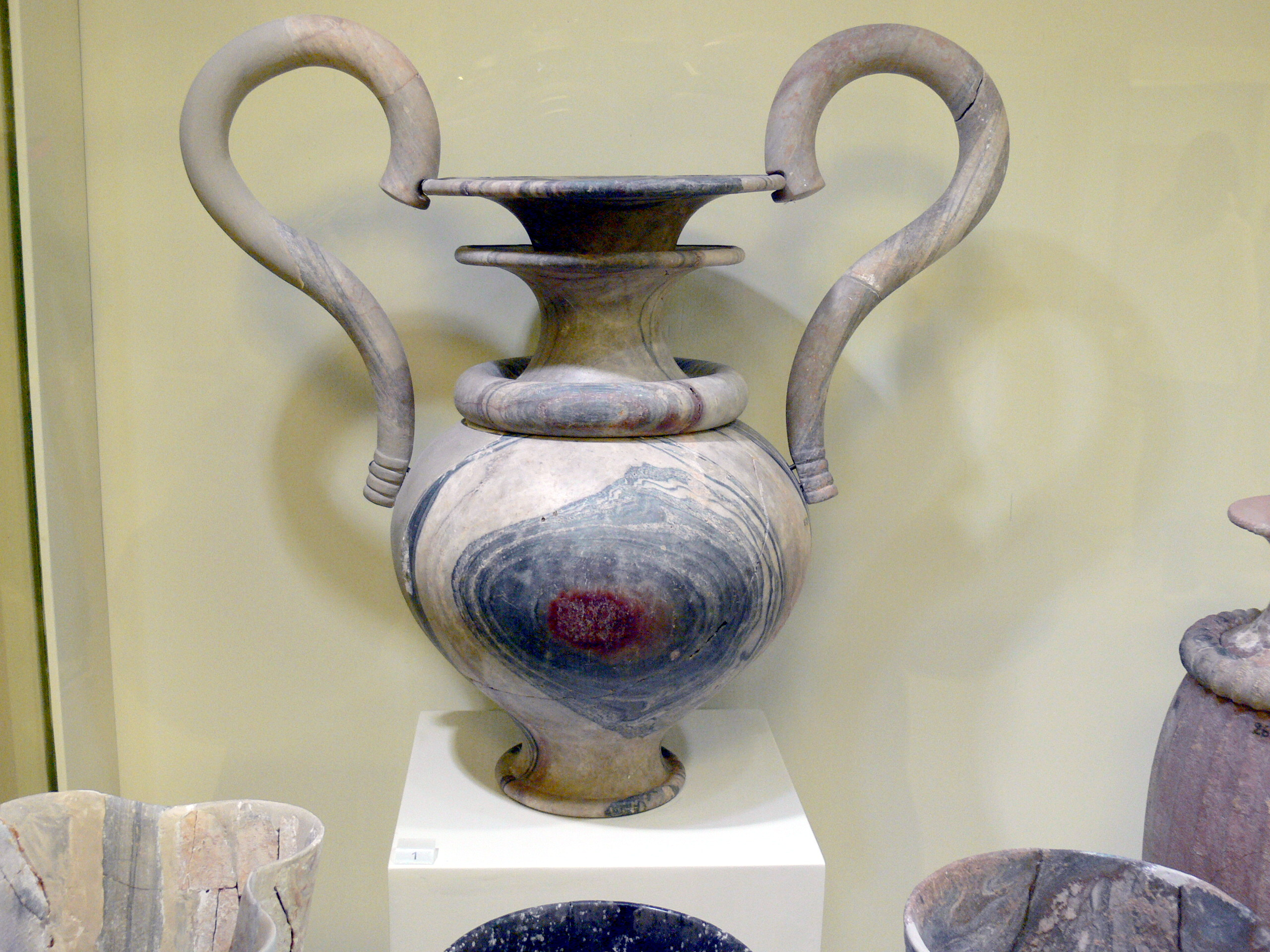
Ánfora ritual de Zakros
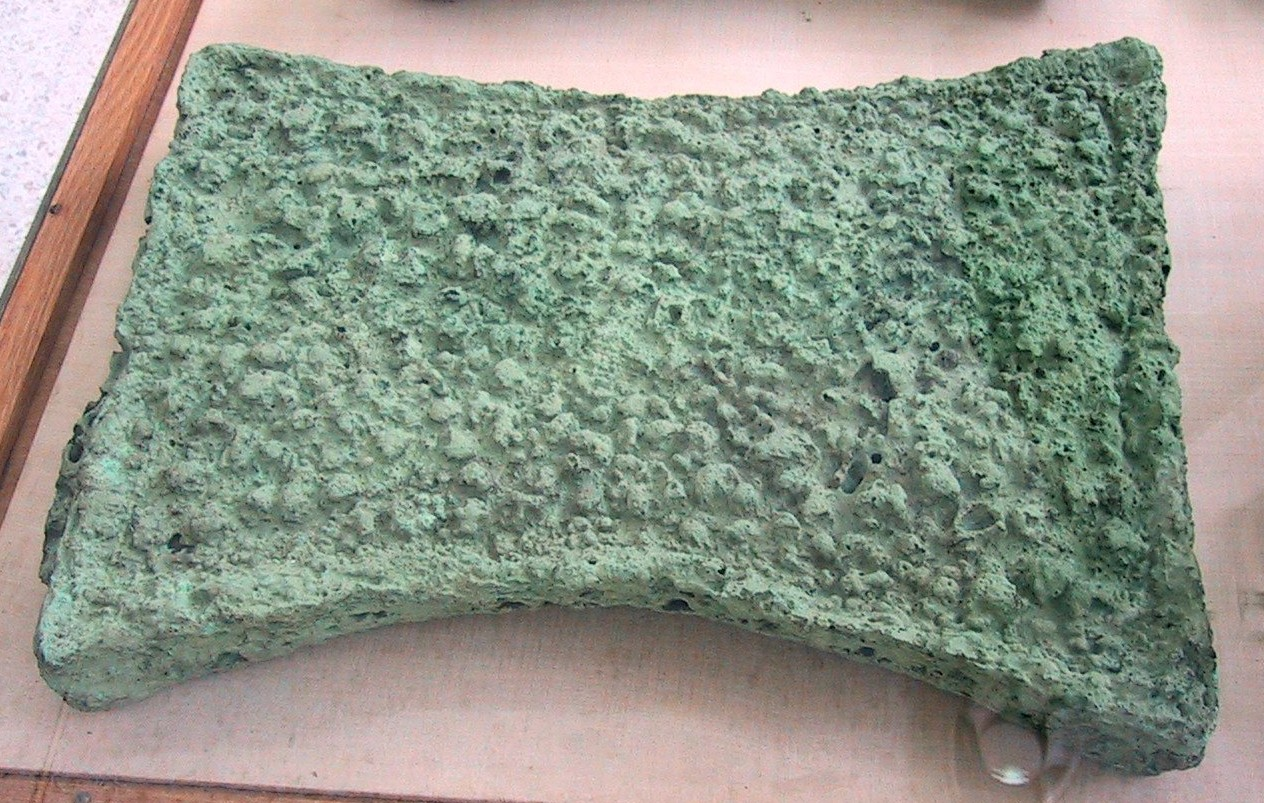
Lingote de cobre de Zakros